# Nogueira (Nogueira de Ramuín)
Nogueira (llamada oficialmente San Martiño de Nogueira de Ramuín) es una parroquia y un lugar del municipio español de Nogueira de Ramuín, en la provincia de Orense, Galicia.

## Toponimia
La parroquia también es conocida por los nombres de San Martín de Nogueira y San Martiño de Nogueira.

## Organización territorial
La parroquia está formada por cinco entidades de población:
- Fontefría
- Lama Forcada
- Liñares
- Nogueira
- Pacios

## Demografía

### Parroquia
| Gráfica de evolución demográfica de Nogueira (parroquia) entre 2000 y 2023 |
|                                                                            |
| Datos según el nomenclátor publicado por el INE.                           |

### Lugar
| Gráfica de evolución demográfica de Nogueira (lugar) entre 2000 y 2023 |
|                                                                        |
| Datos según el nomenclátor publicado por el INE.                       |